# Vrouwenemancipatie
Vrouwenemancipatie is een wereldwijde beweging voor de gelijkberechtiging van vrouwen op juridisch, politiek, economisch, sociaal en cultureel vlak.

## Geschiedenis

### Victoriaans Europa
Tijdens de negentiende eeuw gaf het Victoriaans Europa een zeer duidelijke plaats aan de vrouw. Zoals zoveel andere reizigers naar de Verenigde Staten stelde de Fransman Alexis de Tocqueville in 1832 vast dat vrouwen er belangrijk waren, zowel in hun oordeel als in hun klachten. Als vroege chroniqueur van de vrouwenemancipatie tonen zijn beschrijvingen hoe men in Europa dacht over de vrouw. De Tocqueville liet zich verbaasd uit over de bewegingsvrijheid van de vrouw in de VS en het feit dat ze ervaren reizigers waren. In Louisiana kenden ze zelfs het recht op briefgeheim en ze staken mannen met hun kunstkritieken naar de kroon. Echtparen beslisten er samen en mannen hadden er zelden een maîtresse. Door sommigen wordt de cancan beschouwd als symbolisch voor de seksuele bevrijding van vrouwen en een startpunt van de vrouwenemancipatie in Frankrijk na 1830.

### Twintigste en eenentwintigste eeuw
In Europa, de Verenigde Staten en Nieuw-Zeeland begon de strijd voor emancipatie van vrouwen in het fin de siècle rond 1900, die bekroond werd met successen als het actief en passief stemrecht voor vrouwen (de eerste feministische golf). Een tweede hoogtepunt (de tweede golf) vormden de jaren zestig en zeventig van de twintigste eeuw, met in Nederland actiegroepen als Dolle Mina met leuzen als 'Baas in eigen buik'. Met de derde feministische golf wordt een hernieuwde vorm van feminisme vanaf het midden van de jaren negentig bedoeld.
Bij vrouwenemancipatie wordt gezegd dat 'mannen moeten mee-emanciperen'. Hiermee wordt meestal bedoeld dat zij moeten meehelpen aan de emancipatie van vrouwen.
De doelstellingen van de vrouwenemancipatie (gelijke beloning, stemrecht, gelijke behandeling in het gezin en de rechtspraak en recht op seksuele vrijheid) zijn in Europa en Noord-Amerika volgens sommigen grotendeels bereikt, maar anderen vinden dat aan vrouwenemancipatie nog veel aandacht moet worden besteed. In het grootste deel van de wereld, zoals veel islamitische landen, is de vrouwenemancipatie nog in het beginstadium of minder gevorderd. In Saoedi-Arabië mochten vrouwen tot 2017 geen auto besturen. Ook hebben vrouwen daar nog maar relatief kort stemrecht: pas in 2015 mochten zij bij verkiezingen voor het eerst hun stem uitbrengen. Een golf onder de vrouwelijke 'allochtonen' in West-Europa komt langzaam op gang.

## Vrouwenemancipatie per deelgebied

### In het huishouden
Begin 2007 maakte de Franse arbeidseconome Hélène Couprie de resultaten van een onderzoek bekend waaruit bleek dat wanneer Britse vrouwen in het huwelijk treden of gaan samenwonen hun huishoudelijke bezigheden met vijftig procent toenemen, terwijl die van de mannelijke wederhelft met negenentwintig procent afnemen. De mannen gaven als reden aan dat zij meenden dat vrouwen liever de controle over de huishouding willen, vrouwen zeiden zich eraan te ergeren dat mannen rommel niet opruimen. In 2005 was de wekelijkse urenbelasting zorg en werk van vrouwen en mannen vanaf 25 jaar bijna gelijk: voor vrouwen 48 uur per week en voor mannen 49 uur. Vrouwen besteden echter veel meer uren aan onbetaald werk zoals het huishouden, de zorg voor de kinderen en dergelijke, terwijl mannen meer tijd aan betaald werk spenderen. Bij jonge ouders met kinderen onder de vijf jaar is dat verschil het extreemst: vrouwen besteden 47 uur per week aan onbetaalde arbeid en 14 uur aan betaalde. Bij mannen is dat 23 en 39 uur.

### In het onderwijs
Rond 1977 moesten scholen voor specifieke mannenopleidingen ook voor meisjes en vrouwen toegankelijk worden.

### In de politiek
- Eén op de tien Vlaamse burgemeesters is een vrouw (2012).
- Eén op de drie Vlaamse gemeenteraadsleden is een vrouw (2012).[12]

### Op de werkvloer
- Vrouwen in kaderfuncties verdienen maandelijks gemiddeld duizend euro minder dan mannen in deze functie (2012).[13]
- 70% van de vrouwen tussen 25 en 49 jaar werkt voltijds, tegenover 94% van de mannen. Wanneer er eenmaal kinderen zijn, werkt 58% van de vrouwen en 93,5% van de mannen voltijds (2012).[13]
- Eén op zes vrouwen met een universitair diploma voert taken uit onder haar niveau. Bij mannen is dit één op tien (2012).[13]
- In Nederland is vijf op de tien vrouwen economisch zelfstandig. Bij mannen is dit zeven op de tien (2012).[14]
- Bij bepaalde organisaties is een vrouwenquotum van toepassing, met als doel het aantal vrouwen in topfuncties te vergroten. Sommige landen kennen een wettelijk vastgelegd vrouwenquotum. In Nederland bestaat een wettelijke streven voor vrouwen in de top van beursgenoteerde bedrijven per 1 januari 2016 van 30%.